# Francisco Bullrich
Francisco Jorge Bullrich Lezica Alvear (* 16. September 1929 in Buenos Aires; † 10. August 2011 ebenda) war ein argentinischer Architekt und Diplomat.

## Leben
Francisco Jorge Bullrich war der Sohn von Elvira Ana Teodelina Lezica Alvear Santamarina und Jorge Manuel Bullrich Ocampo sowie der Bruder von Elvira Bullrich die Frau von José Alfredo Martínez de Hoz. Er war mit der Architektin Alicia Cazzaniga de Bullrich (* 1928; † 1968) verheiratet. Das Paar erhielt mit Clorindo Testa den ersten Preis zur Errichtung der Nationalbibliothek der Republik Argentinien.
Von 1997 bis 1999, in der Regierungszeit von Carlos Menem, war er Botschafter Argentiniens in Athen.